# Aigueblanche
Aigueblanche és un municipi francès situat al departament de la Savoia i a la regió d'Alvèrnia-Roine-Alps. L'any 2007 tenia 2.963 habitants.

## Demografia

### Població
El 2007 la població de fet d'Aigueblanche era de 2.963 persones. Hi havia 1.240 famílies de les quals 360 eren unipersonals (156 homes vivint sols i 204 dones vivint soles), 376 parelles sense fills, 424 parelles amb fills i 80 famílies monoparentals amb fills.
La població ha evolucionat segons el següent gràfic:
Habitants censats

### Habitatges
El 2007 hi havia 1.670 habitatges, 1.249 eren l'habitatge principal de la família, 247 eren segones residències i 174 estaven desocupats. 933 eren cases i 701 eren apartaments. Dels 1.249 habitatges principals, 835 estaven ocupats pels seus propietaris, 378 estaven llogats i ocupats pels llogaters i 36 estaven cedits a títol gratuït; 28 tenien una cambra, 111 en tenien dues, 231 en tenien tres, 404 en tenien quatre i 475 en tenien cinc o més. 953 habitatges disposaven pel capbaix d'una plaça de pàrquing. A 571 habitatges hi havia un automòbil i a 560 n'hi havia dos o més.

### Piràmide de població
La piràmide de població per edats i sexe el 2009 era:
| Homes | Edats   | Dones |
| ----- | ------- | ----- |
| 0     | 95 o +  | 0     |
| 4     | 90 a 94 | 4     |
| 4     | 85 a 89 | 28    |
| 4     | 80 a 84 | 8     |
| 44    | 75 a 79 | 56    |
| 52    | 70 a 74 | 72    |
| 72    | 65 a 69 | 72    |
| 60    | 60 a 64 | 64    |
| 68    | 55 a 59 | 100   |
| 84    | 50 a 54 | 88    |
| 100   | 45 a 49 | 84    |
| 96    | 40 a 44 | 116   |
| 116   | 35 a 39 | 104   |
| 140   | 30 a 34 | 112   |
| 52    | 25 a 29 | 88    |
| 60    | 20 a 24 | 44    |
| 56    | 15 a 19 | 144   |
| 76    | 10 a 14 | 84    |
| 68    | 5 a 9   | 80    |
| 88    | 0 a 4   | 52    |

## Economia
El 2007 la població en edat de treballar era de 1.930 persones, 1.438 eren actives i 492 eren inactives. De les 1.438 persones actives 1.392 estaven ocupades (773 homes i 619 dones) i 46 estaven aturades (11 homes i 35 dones). De les 492 persones inactives 164 estaven jubilades, 168 estaven estudiant i 160 estaven classificades com a «altres inactius».

### Ingressos
El 2009 a Aigueblanche hi havia 1.372 unitats fiscals que integraven 3.271 persones, la mediana anual d'ingressos fiscals per persona era de 19.583 €.

### Activitats econòmiques
Dels 244 establiments que hi havia el 2007, 4 eren d'empreses extractives, 4 d'empreses alimentàries, 1 d'una empresa de fabricació de material elèctric, 11 d'empreses de fabricació d'altres productes industrials, 59 d'empreses de construcció, 32 d'empreses de comerç i reparació d'automòbils, 23 d'empreses de transport, 17 d'empreses d'hostatgeria i restauració, 3 d'empreses d'informació i comunicació, 6 d'empreses financeres, 21 d'empreses immobiliàries, 20 d'empreses de serveis, 34 d'entitats de l'administració pública i 9 d'empreses classificades com a «altres activitats de serveis».
Dels 75 establiments de servei als particulars que hi havia el 2009, 1 era una oficina de correu, 1 una oficina bancària, 5 tallers de reparació d'automòbils i de material agrícola, 1 taller d'inspecció tècnica de vehicles, 11 paletes, 8 guixaires pintors, 14 fusteries, 3 lampisteries, 10 electricistes, 1 empresa de construcció, 4 perruqueries, 8 restaurants i 8 agències immobiliàries.
Dels 11 establiments comercials que hi havia el 2009, 1 era un supermercat, 1 una gran superfície de material de bricolatge, 4 fleques, 1 una carnisseria, 1 una llibreria, 1 una botiga d'electrodomèstics i 2 botigues de material esportiu.
L'any 2000 a Aigueblanche hi havia 12 explotacions agrícoles que ocupaven un total de 553 hectàrees.

## Equipaments sanitaris i escolars
L'únic equipament sanitari que hi havia el 2009 era una farmàcia.
El 2009 hi havia 1 escola maternal i 3 escoles elementals.

## Poblacions més properes
El següent diagrama mostra les poblacions més properes.